# Renium-192
Renium-192 of 192Re is een onstabiele radioactieve isotoop van renium, een overgangsmetaal. De isotoop komt van nature niet op Aarde voor.
Renium-192 kan ontstaan door radioactief verval van wolfraam-192.
{\displaystyle {\ce {{^{192}_{74}W}->{^{192}_{75}Re}+{e^{-}}+{\bar {\nu }}_{e}}}}

## Radioactief verval
Renium-192 vervalt via β−-verval naar de stabiele isotoop osmium-192:
{\displaystyle {\ce {{^{192}_{75}Re}->{^{192}_{76}Os}+{e^{-}}+{\bar {\nu }}_{e}}}}
De halveringstijd bedraagt 16 seconden.
159Re · 160Re · 161Re · 161mRe · 162Re · 162mRe · 163Re · 163mRe · 164Re · 164mRe · 165Re · 165mRe · 166Re · 167Re · 167mRe · 168Re · 168mRe · 169Re · 169mRe · 170Re · 171Re · 172Re · 172mRe · 173Re · 174Re · 175Re · 176Re · 177Re · 177mRe · 178Re · 179Re · 179m1Re · 179m2Re · 180Re · 181Re · 182Re · 182m1Re · 182m2Re · 182m3Re · 183Re · 183mRe · 184Re · 184mRe · 185Re · 185mRe · 186Re · 186mRe · 187Re · 188Re · 188mRe · 189Re · 190Re · 190mRe · 191Re · 192Re · 193Re · 194Re · 195Re · 196Re · 197Re · 198Re · 199Re